# Samuel Youn
Samuel Youn (n. Seúl, Corea del Sur; 1971) es un bajo-barítono coreano afincado en Alemania, especialmente destacado en la interpretación de las óperas de Richard Wagner.
Comenzó estudios de canto en su ciudad natal, trasladándose a Milán y a Colonia. Debutó en Treviso como Mefistófeles en Fausto de Gounod, sucediéndose apariciones en Roma, Milán, Mannheim y Dortmund. En 1999 se adscribió a la Ópera de Colonia, desempeñándose como solvente cantante en el repertorio alemán. Desde hace unos años está adscrito a la Deustche Oper de Berlín.
Su repertorio incluye varios papeles secundarios de óperas de Wagner y Strauss, así como algunos principales: El holandés errante, Wotan en El Oro del Rin, Jokanaan en Salomé, Orestes en Elektra o Barak en La mujer sin sombra. En ópera italiana tiene en su repertorio habitual Don Carlos de Vargas en La fuerza del destino de Verdi y Scarpia en Tosca de Puccini. En el repertorio francés, Escamillo en Carmen de Bizet.
En 2004 debutó en el Festival de Bayreuth en el breve papel de segundo caballero del Grial en Parsifal bajo la batuta de Pierre Boulez, papel que interpretó hasta 2007. En 2005 y 2007 cantó también el papel de Reinmar von Zweter en Tannhäuser con Christian Thielemann y Christoph Ulrich-Meier. Se sucedieron diversas apariciones en diversos teatros, regresando en 2010 como un cantante consolidado, interpretando al Heraldo en Lohengrin bajo la dirección de Andris Nelsons en seis temporadas consecutivas y con alabanzas de la crítica. En 2012 hubo de sustituir a Evgeny Nikitin como protagonista en El holandés errante cuatro días antes del estreno debido a que el primero hubo de abandonar la producción tras conocerse que llevaba un tatuaje semejante a una esvástica, si bien desdibujada debido a otro tatuaje posterior. Repitió el papel en 2013, 2014 y 2015, siempre dirigido por Christian Thielemann.
Futuros compromisos incluyen el papel de Viandante/Wotan en Sigfrido en la Deutsche Oper de Berlín para 2017.

## Discografía
- Richard Wagner, Lohengrin (Heraldo), dirigido por Andris Nelsons, con Klaus Florian Vogt, Annette Dasch, Jukka Rasilainen, Petra Lang y Georg Zeppenfeld, grabado en directo durante los Festivales de Bayreuth de 2011, Opus Arte (DVD).
- Richard Wagner, El holandés errante (Holandés), dirigido por Christian Thielemann, con Ricarda Merbeth, Franz-Josef Selig, Tomislav Muzek, Christa Mayer y Benjamin Bruns, grabado en directo durante los Festivales de Bayreuth de 2013, Opus Arte (DVD).